# Phloeodictyidae
Phloeodictyidae é uma família de esponjas marinhas da ordem Haplosclerida.

## Gêneros
- Aka de Laubenfels, 1936
- Calyx Vosmaer, 1885
- Oceanapia Norman, 1869
- Pachypellina Burton, 1934
- Tabulocalyx Pulitzer-Finali, 1993